# Laudit Mavugo
Laudit Mavugo (Bujumbura, 10 ottobre 1989) è un calciatore burundese, attaccante del Police.

## Caratteristiche tecniche
È un centravanti.

## Carriera

### Nazionale
Ha esordito con la Nazionale burundese il 4 settembre 2011 disputando l'incontro di qualificazione per la Coppa d'Africa 2012 pareggiato 1-1 contro il Benin.
È stato convocato per disputare la Coppa d'Africa 2019.

## Palmarès

### Club

#### Competizioni nazionali
- Campionato burundese: 2

Vital'O: 2015, 2016

#### Competizioni internazionali
- Coppa Kagame Inter-Club: 1

Vital'O: 2014